# Comuna Malîi Lîstven, Ripkî
Malîi Lîstven (în ucraineană Малий Листвен) este o comună în raionul Ripkî, regiunea Cernihiv, Ucraina, formată din satele Bîhalțohivka, Malîi Lîstven (reședința) și Sulîcivka.

## Demografie
Componența lingvistică a comunei Malîi Lîstven
     Ucraineană (96,1%)
     Rusă (1,75%)
     Alte limbi (0,53%)
Conform recensământului din 2001, majoritatea populației comunei Malîi Lîstven era vorbitoare de ucraineană (96,1%), existând în minoritate și vorbitori de rusă (1,75%) și armeană (1,61%).